# FAI Cup
La FAI Cup (Corn FAI) è la coppa calcistica nazionale dell'Irlanda. 
Organizzata dalla Federazione calcistica dell'Irlanda (FAI), ha un formato simile a quello della FA Cup inglese. La competizione, che originalmente veniva chiamata Free State Cup (Coppa dello Stato Libero), è attualmente sponsorizzata dall'Irish Daily Mail. Nel 2010 la competizione è stata sponsorizzata dalla Ford..
Lo Shamrock Rovers vanta il maggior numero di successi: 24.

## Albo d'oro
| Stagione  | Vincitore        | Punteggio     | Secondo posto    |
| --------- | ---------------- | ------------- | ---------------- |
| 1921-1922 | St. James's Gate | 1-1, 1-0      | Shamrock Rovers  |
| 1922-1923 | Alton United     | 1-0           | Shelbourne       |
| 1923-1924 | Athlone Town     | 1-0           | Fordsons         |
| 1924-1925 | Shamrock Rovers  | 2-1           | Shelbourne       |
| 1925-1926 | Fordsons         | 3-2           | Shamrock Rovers  |
| 1926-1927 | Drumcondra       | 1-1, 1-0      | Brideville       |
| 1927-1928 | Bohemians        | 2-1           | Drumcondra       |
| 1928-1929 | Shamrock Rovers  | 0-0, 3-0      | Bohemians        |
| 1929-1930 | Shamrock Rovers  | 1-0           | Brideville       |
| 1930-1931 | Shamrock Rovers  | 1-1, 1-0      | Dundalk          |
| 1931-1932 | Shamrock Rovers  | 1-0           | Dolphin          |
| 1932-1933 | Shamrock Rovers  | 3-3, 3-0      | Dolphin          |
| 1933-1934 | Cork             | 2-1           | St. James's Gate |
| 1934-1935 | Bohemians        | 4-3           | Dundalk          |
| 1935-1936 | Shamrock Rovers  | 2-1           | Cork             |
| 1936-1937 | Waterford United | 2-1           | St. James's Gate |
| 1937-1938 | St. James's Gate | 2-1           | Dundalk          |
| 1938-1939 | Shelbourne       | 1-1, 1-0      | Sligo Rovers     |
| 1939-1940 | Shamrock Rovers  | 3-0           | Sligo Rovers     |
| 1940-1941 | Cork             | 2-2, 3-1      | Waterford United |
| 1941-1942 | Dundalk          | 3-1           | Cork Utd         |
| 1942-1943 | Drumcondra       | 2-1           | Cork Utd         |
| 1943-1944 | Shamrock Rovers  | 3-2           | Shelbourne       |
| 1944-1945 | Shamrock Rovers  | 1-0           | Bohemians        |
| 1945-1946 | Drumcondra       | 2-1           | Shamrock Rovers  |
| 1946-1947 | Cork Utd         | 2-2, 2-1      | Bohemians        |
| 1947-1948 | Shamrock Rovers  | 2-1           | Drumcondra       |
| 1948-1949 | Dundalk          | 3-0           | Shelbourne       |
| 1949-1950 | Transport        | 2-2, 2-2, 3-1 | Cork Athletic    |
| 1950-1951 | Cork Athletic    | 1-1, 1-0      | Shelbourne       |
| 1951-1952 | Dundalk          | 1-1, 3-0      | Cork Athletic    |
| 1952-1953 | Cork Athletic    | 2-2, 2-1      | Evergreen United |
| 1953-1954 | Drumcondra       | 1-0           | St Patrick's     |
| 1954-1955 | Shamrock Rovers  | 1-0           | Drumcondra       |
| 1955-1956 | Shamrock Rovers  | 3-2           | Cork Athletic    |
| 1956-1957 | Drumcondra       | 2-0           | Shamrock Rovers  |
| 1957-1958 | Dundalk          | 1-0           | Shamrock Rovers  |
| 1958-1959 | St Patrick's     | 2-2, 2-1      | Waterford United |
| 1959-1960 | Shelbourne       | 2-0           | Cork Hibernians  |
| 1960-1961 | St Patrick's     | 2-1           | Drumcondra       |
| 1961-1962 | Shamrock Rovers  | 4-1           | Shelbourne       |
| 1962-1963 | Shelbourne       | 2-0           | Cork Hibernians  |
| 1963-1964 | Shamrock Rovers  | 1-1, 2-1      | Cork Celtic      |
| 1964-1965 | Shamrock Rovers  | 2-0           | Limerick         |
| 1965-1966 | Shamrock Rovers  | 2-0           | Limerick         |
| 1966-1967 | Shamrock Rovers  | 3-2           | St Patrick's     |
| 1967-1968 | Shamrock Rovers  | 3-0           | St Patrick's     |
| 1968-1969 | Shamrock Rovers  | 1-1, 4-1      | Cork Celtic      |
| 1969-1970 | Bohemians        | 0-0, 0-0, 2-1 | Sligo Rovers     |
| 1970-1971 | Limerick         | 0-0, 3-0      | Drogheda Utd     |
| 1971-1972 | Cork Hibernians  | 3-0           | St Patrick's     |
| 1972-1973 | Cork Hibernians  | 0-0, 1-0      | Shelbourne       |
| 1973-1974 | Finn Harps       | 3-1           | St Patrick's     |
| 1974-1975 | Home Farm        | 1-0           | Shelbourne       |
| 1975-1976 | Bohemians        | 1-0           | Drogheda Utd     |
| 1976-1977 | Dundalk          | 2-0           | Limerick         |
| 1977-1978 | Shamrock Rovers  | 1-0           | Sligo Rovers     |
| 1978-1979 | Dundalk          | 2-0           | Waterford United |
| 1979-1980 | Waterford United | 1-0           | St Patrick's     |
| 1980-1981 | Dundalk          | 2-0           | Sligo Rovers     |
| 1981-1982 | Limerick Utd     | 1-0           | Bohemians        |
| 1982-1983 | Sligo Rovers     | 2-1           | Bohemians        |
| 1983-1984 | UCD              | 2-1           | Shamrock Rovers  |
| 1984-1985 | Shamrock Rovers  | 1-0           | Galway Utd       |
| 1985-1986 | Shamrock Rovers  | 2-0           | Waterford United |
| 1986-1987 | Shamrock Rovers  | 3-0           | Dundalk          |
| 1987-1988 | Dundalk          | 1-0           | Derry City       |
| 1988-1989 | Derry City       | 0-0, 1-0      | Cork City        |
| 1989-1990 | Bray Wanderers   | 3-0           | St. Francis      |
| 1991      | Galway Utd       | 1-0           | Shamrock Rovers  |
| 1992      | Bohemians        | 1-0           | Cork City        |
| 1993      | Shelbourne       | 1-0           | Dundalk          |
| 1994      | Sligo Rovers     | 1-0           | Derry City       |
| 1995      | Derry City       | 2-1           | Shelbourne       |
| 1996      | Shelbourne       | 1-1, 2-1      | St Patrick's     |
| 1997      | Shelbourne       | 2-0           | Derry City       |
| 1998      | Cork City        | 0-0, 1-0      | Shelbourne       |
| 1999      | Bray Wanderers   | 0-0, 2-2, 2-1 | Finn Harps       |
| 2000      | Shelbourne       | 0-0, 1-0      | Bohemians        |
| 2001      | Bohemians        | 1-0           | Longford Town    |
| 2002      | Dundalk          | 2-1           | Bohemians        |
| 2002-2003 | Derry City       | 1-0           | Shamrock Rovers  |
| 2003      | Longford Town    | 2-0           | St Patrick's     |
| 2004      | Longford Town    | 2-1           | Waterford United |
| 2005      | Drogheda Utd     | 2-0           | Cork City        |
| 2006      | Derry City       | 4-3 (dts)     | St Patrick's     |
| 2007      | Cork City        | 1-0           | Longford Town    |
| 2008      | Bohemians        | 2-2 4-2 (dtr) | Derry City       |
| 2009      | Sporting Fingal  | 2-1           | Sligo Rovers     |
| 2010      | Sligo Rovers     | 0-0 2-0 (dtr) | Shamrock Rovers  |
| 2011      | Sligo Rovers     | 1-1 4-1 (dtr) | Shelbourne       |
| 2012      | Derry City       | 3-2 (dts)     | St Patrick's     |
| 2013      | Sligo Rovers     | 3-2           | Drogheda Utd     |
| 2014      | St Patrick's     | 2-0           | Derry City       |
| 2015      | Dundalk          | 1-0 (dts)     | Cork City        |
| 2016      | Cork City        | 1-0 (dts)     | Dundalk          |
| 2017      | Cork City        | 1-1 5-3 (dtr) | Dundalk          |
| 2018      | Dundalk          | 2-1           | Cork City        |
| 2019      | Shamrock Rovers  | 1-1 4-2 (dtr) | Dundalk          |
| 2020      | Dundalk          | 4-2 (dts)     | Shamrock Rovers  |
| 2021      | St Patrick's     | 1-1 4-3 (dtr) | Bohemians        |
| 2022      | Derry City       | 4-0           | Shelbourne       |
| 2023      | St Patrick's     | 3-1           | Bohemians        |
| 2024      | Drogheda Utd     | 2-0           | Derry City       |

### Statistiche per club
| Club             | Vincitore | Secondo Posto | Stagioni (vittorie) |
| ---------------- | --------- | ------------- | --- |
| Shamrock Rovers  | 25        | 10            | 1925, 1929, 1930, 1931, 1932, 1933, 1936, 1940, 1944, 1945, 1948, 1955, 1956, 1962, 1964, 1965, 1966, 1967, 1968, 1969, 1978, 1985, 1986, 1987, 2019 |
| Dundalk          | 12        | 8             | 1942, 1949, 1952, 1958, 1977, 1979, 1981, 1988, 2002, 2015, 2018, 2020                                                                               |
| Shelbourne       | 7         | 12            | 1939, 1960, 1963, 1993, 1996, 1997, 2000 |
| Bohemians        | 7         | 9             | 1928, 1935, 1970, 1976, 1992, 2001, 2008 |
| Derry City       | 6         | 6             | 1989, 1995, 2002, 2006, 2012, 2022 |
| St Patrick's     | 5         | 8             | 1959, 1961, 2014, 2021, 2023 |
| Sligo Rovers     | 5         | 5             | 1983, 1994, 2010, 2011, 2013 |
| Drumcondra       | 5         | 4             | 1927, 1943, 1946, 1954, 1957 |
| Cork Athletic    | 4         | 5             | 1941, 1947, 1951, 1953 |
| Cork City        | 4         | 5             | 1998, 2007, 2016, 2017 |
| Waterford United | 2         | 7             | 1937, 1980 |
| Limerick         | 2         | 3             | 1971, 1982 |
| Drogheda Utd     | 2         | 3             | 2005, 2024 |
| Cork Hibernians  | 2         | 2             | 1972, 1973 |
| Longford Town    | 2         | 2             | 2003, 2004 |
| St. James's Gate | 2         | 2             | 1922, 1938 |
| Bray Wanderers   | 2         | -             | 1990, 1999 |
| Cork             | 1         | 1             | 1934 |
| Finn Harps       | 1         | 1             | 1974 |
| Fordsons         | 1         | 1             | 1926 |
| Galway Utd       | 1         | 1             | 1991 |
| Alton United     | 1         | -             | 1923 |
| Athlone Town     | 1         | -             | 1924 |
| Home Farm        | 1         | -             | 1975 |
| Transport        | 1         | -             | 1950 |
| UCD              | 1         | -             | 1984 |
| Sporting Fingal  | 1         | -             | 2009 |
| Brideville       | -         | 2             | - |
| Cork Celtic      | -         | 2             | - |
| Dolphin          | -         | 2             | - |
| Evergreen United | -         | 1             | - |
| St. Francis      | -         | 1             | - |